# Ernesto Candia
Ernesto Candia (* 7. Dezember 1921 in Buenos Aires; † 1973), auch bekannt unter dem Spitznamen Chueco, war ein argentinischer Fußballspieler auf der Position des Stürmers, der seine berufliche Laufbahn fast ausnahmslos in Mexiko verbracht hat. Nach Beendigung seiner aktiven Karriere arbeitete Candia als Trainer.

## Biografie

### Als Spieler
Die erste nachweisbare Station in der Profikarriere von Ernesto Candia war die Eröffnungssaison 1943/44 der mexikanischen Primera División, als er bei der UD Moctezuma unter Vertrag stand und zu Beginn derselben Saison die Copa México des Jahres 1943 gewann und das Finale um den mexikanischen Supercup bestritt.
Nach zwei Spielzeiten bei Moctezuma wechselte Candia vor der Saison 1945/46 zum CD Tampico und weitere drei Jahre später zum spanischen Topverein Atlético Madrid, für den er in den Spielzeiten 1948/49 und 1949/50 tätig war und mit dem er spanischer Meister des Jahres 1950 wurde.
Anschließend kehrte er nach Tampico zurück und gewann mit den Celestes 1952/53 die mexikanische Meisterschaft und den Supercup.
Unmittelbar im Anschluss an diese Erfolge (die sich in der Geschichte des CD Tampico nicht mehr wiederholen sollten) wechselte Candia zum CD Zacatepec und gewann mit den Verdiblancos zwei weitere Meistertitel (1955 und 1958) sowie erneut die Copa México (1957) und den Supercup (1958).
Anschließend spielte er noch für den CD Cuautla, mit dem er am Ende der Saison 1958/59 in die zweite Liga abstieg.

### Als Trainer
Nach Beendigung seiner aktiven Karriere war Candia als Trainer weiterhin in Mexiko tätig. Nach einem wenig verheißungsvollen Start – dem Abstieg mit seinem langjährigen Verein CD Tampico aus der Primera División am Saisonende 1962/63 – erlebte er große Erfolge und führte innerhalb von nur sechs Jahren drei verschiedene Vereine von der Segunda División in die erste Liga. Dies gelang ihm 1964/65 mit dem CF Madero, 1966/67 mit Pachuca und 1969/70 mit Zacatepec.

## Erfolge
- Spanischer Meister: 1949/50 (mit Atlético Madrid)
- Mexikanischer Meister: 1952/53 (mit Tampico), 1954/55 und 1957/58 (mit Zacatepec)
- Copa México: 1943 (mit Moctezuma), 1957 (mit Zacatepec)
- Mexikanischer Supercup: 1953 (mit Tampico), 1958 (mit Zacatepec)